# Enicur cap-roig
L'enicur cap-roig (Enicurus ruficapillus) és una espècie d'ocell de la família dels muscicàpids (Muscicapidae). Es troba present a la península de Malaca i a les illes de Sumatra i Borneo, distribuït als següents països: Brunei, Indonèsia, Malàisia i Tailàndia. Sol frequentar els cursos d'aigua. El seu estat de conservació es considera gairebé amenaçat.